# Barbatia reeveana
Barbatia reeveana är en musselart som först beskrevs av D'Orbigny 1846.  Barbatia reeveana ingår i släktet Barbatia och familjen Arcidae. Inga underarter finns listade i Catalogue of Life. Arten förekommer i Nordamerikas stillahavskust.